# Stanley (imię)
- Stanley (wym. [ˈstænli][1]) – angielskojęzyczne imię męskie, zdrobnienie od tego imienia to najczęściej Stan.

## Znane osoby o imieniu Stanley
- Stanley Kubrick
- Arthur Stanley Jefferson, znany jako Stan Laurel – jeden z komików pary Flip i Flap
- Stan Borys
- Stanley Ketchel – legendarny pięściarz polskiego pochodzenia